# Фицрой, Огастес, 7-й герцог Графтон

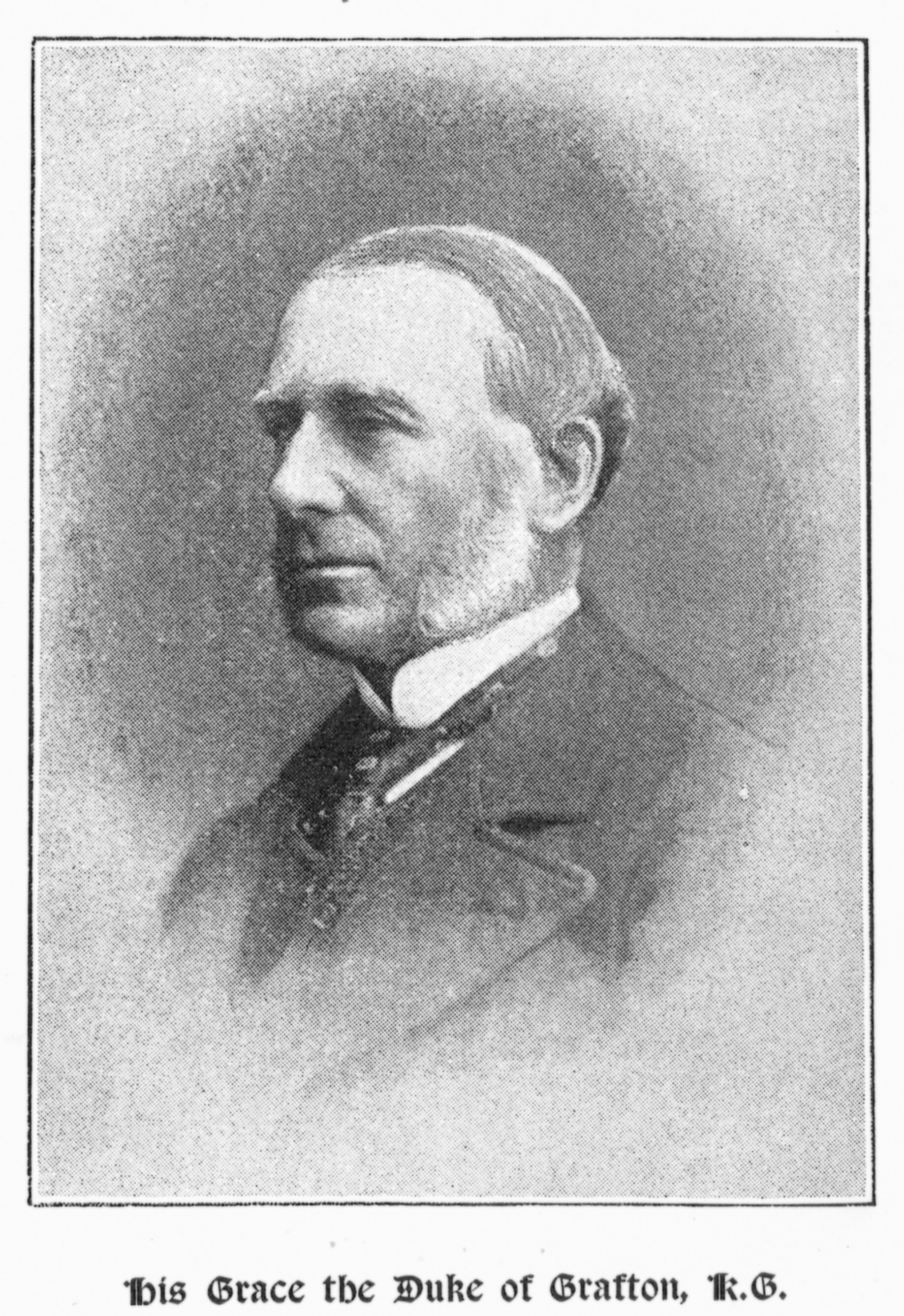
Огастес Фицрой, 7-й герцог Графтон, в 1893 году

Огастес Чарльз Леннокс Фицрой (англ. Augustus Charles Lennox FitzRoy; 22 июня 1821, Лондон, Великобритания — 4 декабря 1918, Поттерспери, Нортгемптоншир, Великобритания) — британский аристократ, 7-й герцог Графтон, 7-й граф Юстон, 8-й граф Арлингтон, 7-й виконт Ипсуич, 7-й барон Садбери, 8-й барон Арлингтон с 1882 года (до этого именовался лорд Фицрой). Кавалер ордена Подвязки и ордена Бани.

## Биография
Огастес Фицрой принадлежал к побочной ветви династии Стюартов, первый представитель которой был бастардом короля Англии и Шотландии Карла II. Он родился 22 июня 1821 года в Лондоне и стал вторым сыном Генри Фицроя, 5-го герцога Графтона, и его жены Мэри Кэролайн Беркли. В 1821—1882 годах Огастес именовался лорд Фицрой. Он учился в школе Хэрроу, в 1849—1892 годах был конюшим королевы Виктории. В 1854—1856 годах Фицрой участвовал в Крымской войне, где был тяжело ранен. Позже он ушёл в отставку в чине подполковника, в 1873 году стал кавалером ордена Бани. Фицрой исполнял обязанности мирового судьи в графствах Нортгемптоншир, Саффолк и Бакингемшир, занимал должность заместителя лейтенанта Саффолка.
21 мая 1882 года после смерти своего старшего брата Уильяма, 6-го герцога Графтона, Огастес Фицрой унаследовал семейные титулы и владения, стал членом Палаты лордов в качестве 7-го герцога Графтона. В 1883 году он был награждён орденом Подвязки. Герцог умер 4 ноября 1918 года.

## Семья
9 июня 1847 года в Вестминстере Фицрой женился на Энн Бэлфур, дочери Джеймса Балфура и Элеонор Мейтленд. В этом браке родились:
- Элеонора (умерла 15 сентября 1905), жена Герберта Фицроя Итона и майора Уолтера Харборда[3];
- Генри Джеймс (28 ноября 1848 — 10 мая 1912), граф Юстон[1][4];
- Альфред Уильям Мейтленд (3 марта 1850 — 10 января 1930), 8-й герцог Графтон[1][5];
- Чарльз Эдвард (9 декабря 1857 — 27 августа 1911), отец Чарльза Фицроя, 10-го герцога Графтона[6].